# Abbaye Saint-Jean de Lübeck
L’abbaye Saint-Jean de Lübeck est une ancienne abbaye bénédictine à Lübeck, dans le Land de Schleswig-Holstein et l'archidiocèse de Hambourg.

## Histoire

### La fondation
En 1158, le duc Henri de Saxe force le comte Adolphe II de Holstein à lui céder Lübeck. Deux ans plus tard, le siège épiscopal d'Oldenbourg, un village éloigné et insignifiant, est transféré à Lübeck en pleine croissance. L'évêque Konrad von Riddagshausen, un partisan du duc de Saxe, meurt lors de son pèlerinage en 1172 en Terre sainte. Le moine Henri (de) de l'abbaye Saint-Gilles de Brunswick et à partir de 1162 son abbé, confident le plus proche de Henri de Saxe, est élu évêque de Lübeck. À son arrivée à Lübeck, en juin 1173, il y a dans la ville deux églises urbaines, Sainte-Marie et Saint-Pierre, ainsi que le dôme en bois de la cathédrale. Il n'y a pas d'abbaye dans la ville à cette époque. Cependant, une ville médiévale qui gagne rapidement en importance est difficilement concevable sans un monastère.
L'évêque Henri vient chercher des moines dans son ancienne abbaye et entame la construction du monastère. Le 1er septembre 1177, jour de la Saint-Gilles, il peut consacrer une église et une abbaye. Les preuves les plus importantes de la fondation du monastère sont les actes constitutifs de l'évêque Henri de Lübeck et l’Arnoldi Chronica Slavorum.
Le premier abbé est Arnold, moine de l'abbaye Saint-Gilles de Brunswick. À la demande expresse d'Arnold, le monastère reçoit de deux papes, le pape Célestin III en 1191 et le pape Innocent III en 1198, une lettre de protection et une confirmation de tous les biens, en raison des tensions imminentes entre l'évêque et les citoyens de Lübeck. Le monastère est en faveur de l'évêque, survit à l'évolution de la situation politique sans subir de dommages et gagne rapidement en importance et en propriété. L'abbé Arnold dirige l'abbaye pendant près de 40 ans.

### La réforme
Après la mort de l'évêque fondateur Henri, les évêques Berthold et Jean tentent de réformer le monastère. En 1231, l'archevêque Gerhard II de Brême confirme le transfert de moines pour des difficultés économiques et disciplinaires. Probablement sous son successeur l'abbé Gerhard, l'abbaye devient un monastère double. La coexistence avec les religieuses n'arrange rien. Le 2 janvier 1245, l'évêque Jean de Lübeck enregistre la séparation du monastère. Il ordonne le transfert des moines à l'abbaye de Cismar et l'introduction de religieuses cisterciennes dans le monastère de Lübeck. Le conseil de la ville accepte. Les divergences sur l'évacuation finale du monastère de Lübeck avec le groupe restant de moines opposés s'éternisent pendant deux années supplémentaires. Ce n’est qu’en 1247 que tous les moines semblent avoir quitté Lübeck. L'abbaye Saint-Jean est dirigée à partir de 1245 par la première abbesse Clémentine avec les trois nonnes cisterciennes restantes. Il y a de même des années de négociations longues et persistantes dans la division de la propriété entre le couvent et le monastère. Le transfert des moines de l'abbaye Saint-Jean de Lübeck à Cismar n'est pas sans difficultés. Il y a un différend juridique, d'une part sur la légalité de ce transfert, d'autre part sur l'indemnisation des moines transférés à Cismar par les religieuses de l'ordre cistercien. Après la mort de l'évêque Jean de Lübeck en 1247, les moines demandent en 1250 au pape Innocent III de revoir le transfert. Dans une confirmation, le 25 octobre 1251, Albert Suerbeer, évêque de Lübeck et légat apostolique, confirme toutes les décisions relatives au transfert des moines bénédictins à Cismar, à la conversion de l'abbaye de Lübeck en un couvent cistercien et à la séparation de ses biens. Une partie du chapitre de la cathédrale de Lübeck est ouvertement aux côtés des moines. Ces chanoines sont condamnés par Albert Suerbeer en 1254 et expulsés vers Cismar. Parmi eux, le scholastique Johannes von Tralau deviendra évêque de Lübeck en 1260.
Le comte Adolphe III de Holstein vend en 1195 à l'abbaye le village de Lugendorp et la forêt de Grunswedighe. Depuis la fin du XIIe siècle environ, les terres autour de Lübeck sont une pleine possession, l'abbaye essaie aussi d'obtenir des terres de Wagrie. En 1201, l'abbé Arnold accepte le don de Kasseedorf par Adolphe III de Holstein. Henri Borwin Ier de Mecklembourg vend le village de Schmakentin avec tous les droits et avantages aux moines et fait don du village de Krempin. Vers 1219, Brunward, évêque de Schwerin, vend à l'abbaye de Lübeck la moitié de la dîme provenant des villages de Krempin et de Schmakentin. Le monastère a également des droits de moulin et de pêche à Lübeck. Au moment du déménagement vers Cismar, le village de l'abbaye revient à l'abbaye de Cismar. Cela est rendu possible par un accord d'échange entre l'abbé Jean et le comte Adolphe IV de Holstein. De la part du souverain, le monastère reçoit la haute et la basse juridiction sur les territoires de Wagrien.
Lorsque la réinstallation des bénédictins à Cismar commence, on a presque terminé la partie ouest de l'église de l'abbaye Saint-Jean de Lübeck. Il s'agit d'une basilique de trois nefs de 53 mètres de long, une nef de trois travées et un transept. Le chœur et les chœurs auxiliaires sont fermés par des absides. On ne sait rien des autres bâtiments.
L'occupation à partir de 1245 par des religieuses cisterciennes entraîne des mesures structurelles. Les absides romanes sont rompues et remplacées par un chœur trapézoïdal. Les bas-côtés sont surélevés et amenés dans la nef centrale sous un toit commun. Comme il n'y a pas de clocher, un clocheton avec un toit de lanterne est placé sur la travée du côté occidental.

### La sécularisation
La plupart des bâtiments du monastère, y compris l'église abbatiale romane à trois nefs, sont démolis en 1805-1806. Alors que presque tout le matériel est perdu, l'orgue est reconstruit dans l'église de Groß Grönau. L'autel de 1709 vient dans l'église Saints-Pierre-et-Paul de Bad Oldesloe finie en 1764 et est en grande partie détruit lors d'une importante rénovation en 1960.
Après la Réforme, l'abbaye est consacrée en un Frauenstift et réclame contre le Conseil de la ville, l'immédiateté impériale, qu’il posséda également jusqu'au recès d'Empire de 1803. Après la nationalisation, l'abbaye est gérée à partir du 25 février 1803 en tant qu'institution urbaine. Le 4 janvier 1804, le conseil municipal de Lübeck reprend tout l'inventaire et le vend.
Vers 1900, la grande propriété du monastère est divisée. Le gymnasium et la caserne principale des pompiers sont construits dans la partie nord jusqu'en 1906. Le gymnasium utilise aujourd'hui le réfectoire médiéval de l'ancien monastère pour l'enseignement de la musique. En face du Johanneum, de l’autre côté de la rue, la Johannisstraße (aujourd’hui la Dr.-Julius-Leber-Straße), en 1903-1904, un nouveau bâtiment comprenant 43 maisons pour des personnes âgées est construit, perpétuant ainsi la tradition du monastère en tant que maison de retraite municipale. La caserne de pompiers principale s’installe dans le dernier vestige du monastère, une aile du réfectoire d'été. Des frises en arc de cercle en pierres moulées émaillées de verdure témoignent encore de leur origine romane.